# Murmanita
La murmanita és un mineral de la classe dels silicats, que pertany al grup de la murmanita. Rep el seu nom de la costa Murmana, a l'óblast de Múrmansk, Rússia, on va ser descoberta.

## Característiques
La murmanita és un silicat de fórmula química Na₂Ti₂(Si₂O₇)O₂·2H₂O. Va ser publicada per primera vegada com a espècie vàlida per l'Associació Mineralògica Internacional l'any 1930. Cristal·litza en el sistema triclínic. La seva duresa a l'escala de Mohs oscil·la entre 2,5 i 3.
Segons la classificació de Nickel-Strunz, la murmanita pertany a «09.BE - Estructures de sorosilicats, amb grups Si₂O₇, amb anions addicionals; cations en coordinació octaèdrica [6] i major coordinació» juntament amb els següents minerals: wadsleyita, hennomartinita, lawsonita, noelbensonita, itoigawaïta, ilvaïta, manganilvaïta, suolunita, jaffeïta, fresnoïta, baghdadita, burpalita, cuspidina, hiortdahlita, janhaugita, låvenita, niocalita, normandita, wöhlerita, hiortdahlita I, marianoïta, mosandrita, nacareniobsita-(Ce), götzenita, hainita, rosenbuschita, kochita, dovyrenita, baritolamprofil·lita, ericssonita, lamprofil·lita, ericssonita-2O, seidozerita, nabalamprofil·lita, grenmarita, schüllerita, lileyita, epistolita, lomonossovita, vuonnemita, sobolevita, innelita, fosfoinnelita, yoshimuraïta, quadrufita, polifita, bornemanita, xkatulkalita, bafertisita, hejtmanita, bykovaïta, nechelyustovita, delindeïta, bussenita, jinshajiangita, perraultita, surkhobita, karnasurtita-(Ce), perrierita-(Ce), estronciochevkinita, chevkinita-(Ce), poliakovita-(Ce), rengeïta, matsubaraïta, dingdaohengita-(Ce), maoniupingita-(Ce), perrierita-(La), hezuolinita, fersmanita, belkovita, nasonita, kentrolita, melanotekita, til·leyita, kil·lalaïta, stavelotita-(La), biraïta-(Ce), cervandonita-(Ce) i batisivita.

## Formació i jaciments
És una espècie descrita a partir de mostres de dos indrets diferents del massís rus de Lovozero, a la província de Murmansk: la vall del riu Chinglusuai i els circs de Raslak. Posteriorment ha estat descrita en altres indrets de la mateixa regió russa, tant al massís de Lovozero com al de Jibiny, així com a Groenlàndia, Brasil i el Canadà.